# قناة الساحل الفضائية
انطلقت قناة الساحل الفضائية في شهر يوليو 2012 بإدارة الإعلامي الموريتاني أباه ولد السالك كأول تلفزيون موريتاني مستقل ومرخص من طرف السلطة العليا للصحافة والسمعيات البصرية (الهابا).

## لغات البث
تبث القناة باللغة العربية والفرنسية ومختلف اللغات الوطنية بنسب وصلت إلى 64% باللغة العربية مقابل 20% للفرنسية، و9% للبولارية و 4% للسنونكية و 1% للولفية، و2% أخرى، عبر القمر الصناعي عربسات. وشهدت قناة الساحل عدة توققات بسبب المشاكل المالية وإضرابات العمال، لكن في كل مرة تعود إلى البث من جديد، وإن كان ذلك بتجهيزات قليلة وغرف متواضعة، ويعمل بها 31 موظفا متعاقدا و29 موظفا متعاونا، قبل أن يتوقف بثها بسبب أزمة بين الممولين ومجلس إدارة القناة من جهة، والمدير التنفيذي من جهة أخرى.